# Хамід Тачі
Хамід Тачі (мак. Хамид Тачи, алб. Hamid Thaçi; Ваксинце, Куманово, 1924) — македонський боєць і політик.

## Біографія
Тачі народився в 1924 році в селі Ваксинце, Куманово. Здобув освіту у Великій медресе в Скоп'є з 1936 по 1941 рік, а потім закінчив середню школу в Приштині. Через політичні переслідування, змушений припинити навчання і приєднався до визвольної війни з першої половини 1943 року, як боєць, політичний комісар полку батальйону і бригади. Демобілізований як капітан ЮНА. З 1950 р. - професійний політичний працівник. Закінчив Політичну школу в Белграді і був депутатом Парламенту в Національній Асамблеї НРМ.